# 한스 뎅크
한스 뎅크(Hans Denck ; 1495년 - 1527년 11월 27일)는 독일의 신학자로 종교 개혁 당시의 재세례파 지도자였다.
그는 현재 남부독일 지방인 바바리아에서 태어나 잉골슈타트 대학에서 수학하였으며 헬라어 사전 편집에 참여하였다. 그는 바젤의 인쇄소에서 일하던 중 종교개혁 사상을 접하였고, 외콜람파디우스의 추천으로 성 제발두스 학교에서 교장으로 일하게 되었다.
종교적 관용과 사랑의 실천을 역설했으며 재세례파와 개혁가의 중재자로 헌신하였다. 그는 제자도와 도덕성 회복을 강조하였으며 보편구원론과 신비주의로 오해 받기도 하였다. 그는 웨스트민스터 총회에서 율법폐기론자로 구분되었다.